# 추가령
추가령(楸哥嶺)은 지금의 북한 땅인 함경남도 안변군 신고산면과 강원도 세포군(옛 평강군) 고삽면 사이에 위치한 높이 752m의 고개다. 옛부터 서울과 원산을 잇는 경원가도(京元街道)가 통과하여 동북 방면을 오가는 중요한 교통로였고, 일제강점기에 건설한 경원선도 이곳을 지난다.
용암대지에 개석된 단층애에서 기원한 것으로 이 지역은 분수계는 아니지만 일반인들에게 고개로 인식되고 있다. 이 추가령에서부터 남서쪽으로 서해까지 길게 이어진 골짜기들이 바로 추가령구조곡이다.
죽가령(竹駕嶺)으로 불리기도 한다.

## 같이 보기
- 추가령구조곡